# 월강사
월강사(月岡祠)은 대한민국 전북특별자치도 장수군에 있는, 임진왜란이 일어나자 전라도 동북방면의 방어임무를 맡은, 전 장수현감 최경회 장군이 창의소(暢義所)를 만들고 의병을 모아 병사를 훈련시키면서 장대(將臺)를 세운 곳이다. 1986년 9월 8일 전라북도의 문화재자료 제31호로 지정되었다.

## 개요
임진왜란이 일어나자 전라도 동북방면의 방어임무를 맡은, 전 장수현감 최경회 장군이 창의소(暢義所)를 만들고 의병을 모아 병사를 훈련시키면서 장대(將臺)를 세운 곳이다. 장대란 높이 쌓은 대로 지휘하는 장수가 올라서서 명령하던 곳이다.
최경회는 임진왜란 때 의병장으로 전라남도 능주에서 태어났다. 명종 16년(1561) 생원시에 합격하였으며, 1567년에는 과거에 급제하였다. 임진왜란이 일어나자 의병을 모집하여 일본군과 벌인 전투에서 큰 공을 세웠으나, 진주성이 함락되자 남강에 투신하여 절개를 지켰다.
이곳은 순조 28년(1828)에 예조에 인가를 얻어 사당을 세웠으며 고종 5년(1868)에 철거되었다가 광복 후 다시 지었다. 안쪽에는 정신재 백장·퇴휴재 송현산·손재 김남택·일휴당 최경회 등 이 지방에서 영향력이 있던 네 분의 위패를 모셨다.

## 참고 자료
- 월강사 - 국가유산청 국가유산포털